# Auvilliers
Auvilliers és un municipi francès situat al departament del Sena Marítim i a la regió de Normandia. L'any 2007 tenia 92 habitants.

## Demografia

### Població
El 2007 la població de fet d'Auvilliers era de 92 persones. Hi havia 36 famílies de les quals 4 eren unipersonals (4 homes vivint sols), 12 parelles sense fills i 20 parelles amb fills.
La població ha evolucionat segons el següent gràfic:
Habitants censats

### Habitatges
El 2007 hi havia 57 habitatges, 33 eren l'habitatge principal de la família, 21 eren segones residències i 2 estaven desocupats. Tots els 56 habitatges eren cases. Dels 33 habitatges principals, 28 estaven ocupats pels seus propietaris, 3 estaven llogats i ocupats pels llogaters i 2 estaven cedits a títol gratuït; 4 tenien tres cambres, 9 en tenien quatre i 20 en tenien cinc o més. 14 habitatges disposaven pel capbaix d'una plaça de pàrquing. A 11 habitatges hi havia un automòbil i a 18 n'hi havia dos o més.

### Piràmide de població
La piràmide de població per edats i sexe el 2009 era:
| Homes | Edats   | Dones |
| ----- | ------- | ----- |
| 0     | 95 o +  | 0     |
| 0     | 90 a 94 | 0     |
| 4     | 85 a 89 | 4     |
| 0     | 80 a 84 | 0     |
| 4     | 75 a 79 | 0     |
| 0     | 70 a 74 | 0     |
| 4     | 65 a 69 | 4     |
| 0     | 60 a 64 | 0     |
| 4     | 55 a 59 | 0     |
| 4     | 50 a 54 | 4     |
| 4     | 45 a 49 | 8     |
| 4     | 40 a 44 | 12    |
| 0     | 35 a 39 | 0     |
| 8     | 30 a 34 | 4     |
| 8     | 25 a 29 | 0     |
| 16    | 20 a 24 | 4     |
| 20    | 15 a 19 | 8     |
| 8     | 10 a 14 | 4     |
| 0     | 5 a 9   | 0     |
| 8     | 0 a 4   | 4     |

## Economia
El 2007 la població en edat de treballar era de 61 persones, 47 eren actives i 14 eren inactives. De les 47 persones actives 44 estaven ocupades (28 homes i 16 dones) i 3 estaven aturades (2 homes i 1 dona). De les 14 persones inactives 4 estaven jubilades, 2 estaven estudiant i 8 estaven classificades com a «altres inactius».
Activitats econòmiques
L'únic establiment que hi havia el 2007 era d'una empresa de comerç i reparació d'automòbils.
L'any 2000 a Auvilliers hi havia 7 explotacions agrícoles.

## Poblacions més properes
El següent diagrama mostra les poblacions més properes.